# Elecciones generales de Japón de 1993
Las 40.ª elecciones a la Cámara de Representantes de Japón (第40回衆議院議員総選挙 Dai 40-kai Shūgiin Giin Sō-senkyo?) se llevaron a cabo el 18 de julio de 1993 y en ellas se renovó la cámara baja de la Dieta Nacional. Estos comicios, celebrados en el contexto de una grave crisis política, fueron convocados con varios meses de adelanto después de que el primer ministro Kiichi Miyazawa perdiera una moción de censura y se viera forzado a disolver el parlamento.
Los resultados de las elecciones supusieron la primera vez que el Partido Liberal Democrático (PLD) perdía la mayoría parlamentaria y se veía obligado a salir del gobierno. A la par que tenía lugar la importante caída en votos de los conservadores, durante estos comicios entraron tres nuevos partidos en la cámara baja, lo que contribuyó a aumentar el fraccionamiento del parlamento nipón. Paradójicamente el principal partido de la oposición, el Partido Socialista de Japón, también sufrió un importante descalabro electoral, aún mayor que los conservadores del PLD. Dado que ninguno de los partidos de la oposición quiso pactar con el PLD, en consecuencia se formó un gobierno de coalición formado por hasta ocho partidos de la oposición bajo el liderazgo de Morihiro Hosokawa.

## Contexto histórico
Los comicios de 1993 se celebraron en un momento muy complicado. En 1990 se había producido el estallido de la burbuja financiera e inmobiliaria que había ido desarrollándose durante la década de los años 1980. El estallido de esta burbuja supuso el final de la bonanza económica que había vivido Japón desde 1950 (el llamado «Milagro económico japonés») y dio comienzo a lo que iba a ser una larga crisis económica. La crisis afectó al sector financiero, provocando una restricción tanto del crédito como de las inversiones y, con posterioridad, la quiebra de varias compañías y entidades bancarias. Hacia 1993 los efectos de esta crisis se habían dejado notar entre la población, con una caída masiva en el consumo. Todo ello daría lugar a un gran malestar entre la población, que por primera vez en varias décadas se enfrentaba a una grave crisis económica.
El Partido Liberal Democrático (PLD), que había estado al frente del gobierno japonés desde 1955, se encontraba muy desgastado por varios casos de corrupción y por las disputas internas en el seno del partido. El más famoso de estos escándalos fue quizás el caso Recruit, que venía afectando a muchos líderes o miembros del PLD desde de 1988. El escándalo Recruit estalló, además, en un momento complicado para los conservadores, con la introducción de un nuevo impuesto indirecto sobre el consumo que tuvo muy mala acogida entre la población. Las tensiones internas acabaron provocando una rebelión capitaneada por dos figuras importantes dentro del partido, Tsutomu Hata e Ichiro Ozawa.
En medio de aquella situación el primer ministro Kiichi Miyazawa perdió una moción de censura y se vio obligado a convocar elecciones generales adelantadas. Los comicios tuvieron lugar el 18 de julio de 1993 y contaron con una participación del 67,26% del electorado. Los resultados cambiaron significativamente el mapa político.

### Presión para la reforma política
En el núcleo de la moción de censura estaba la cuestión de la reforma política (seiji kaikaku). La noción de reestructuración (risutora) había sido ampliamente discutida en relación con las anteriores elecciones normales tras escándalos que se estaban produciendo con frecuencia (en 1976, 1983 y 1990). [4] Después del escándalo de reclutas de acciones por subvenciones de 1988 y las elecciones de 1990, el primer ministro Toshiki Kaifu prometió una reforma política; sin embargo, el conflicto entre las numerosas facciones dentro del Partido Liberal Democrático (PLD) le impidió cumplir su promesa. Después del escándalo Sagawa de 1992 y las revelaciones sobre la evasión de Shin Kanemaru en la recaudación ilegal de fondos,[5] el primer ministro Miyazawa prometió de nuevo una reforma política y afirmó estar dispuesto a tramitar las ansiadas medidas anticorrupción como parte superior de su agenda, esta vez en la televisión nacional, pero no cumplió. [6] Shin Kanemaru (1914-1996) fue una figura influyente en la política japonesa; fue el 'rey' que ejerció su verdadero poder entre bastidores y había elegido al menos a cuatro primeros ministros. [7]
La incapacidad de promulgar reformas políticas y abordar con prontitud la cuestión de la corrupción frustró al público y a una parte de los políticos reformistas del PLD. La facción encabezada por el exministro de finanzas y agricultura Tsutomu Hata y el antiguo ministro de Asuntos Exteriores Ichiro Ozawa, decidió que la reforma política era lo suficientemente importante y la perspectiva de ganar las elecciones probablemente lo suficiente como para arriesgarse a desertar del PLD.

### Los tres nuevos partidos reformistas
Un total de 46 desertores del PLD formaron dos nuevos partidos. La facción Hata-Ozawa formó el Partido de la Renovación (Shinseito). Masayoshi Takemura, quien había sido elegido gobernador de la prefectura de Shiga con el apoyo conjunto del PLD y varios partidos de la oposición y luego se desempeñaría en la Cámara de Representantes, junto con otros nueve miembros jóvenes y 'progresistas' del PLD también se separó el PLD para iniciar el Nuevo Partido Pionero (Sakigake).
Además, el Nuevo Partido de Japón (NPJ), el más antiguo de los nuevos partidos, fue formado en mayo de 1992 por Morihiro Hosokawa, exmiembro de la cámara alta de la facción de Tanaka y gobernador (1983-1991) de la prefectura de Kumamoto.

### Las anteriores pérdidas de mayoría parlamentaria del PLD
El PLD había perdido previamente su mayoría en la Cámara Baja tres veces desde 1955 (1976, 1979 y 1983), pero por márgenes muy estrechos. Además, el PLD había perdido su mayoría en la Cámara de Consejeros, la cámara alta de la Dieta Nacional, por primera vez (36 de 72) el 23 de julio de 1989 (en gran parte debido a la 1988 caso Recruit, la introducción del impopular Impuesto al Consumo y la liberalización en la importación de productos agrícolas extranjeros), y aunque más tarde ganó en las elecciones de 1992 para la otra mitad de la cámara, no fue suficiente para recuperar la mayoría.
En cada una de esas ocasiones, el PLD pudo cooptar a varios miembros conservadores independientes o un partido minoritario para formar el gobierno. En 1993, sin embargo, no había suficientes miembros independientes dispuestos a unirse al PLD y la mayoría de los partidos más pequeños se negaron a aceptar una coalición con él. Por lo tanto, la formación de una coalición no perteneciente al PLD fue posible por primera vez.

## Resultados
El Partido Liberal Democrático había perdido 52 escaños, y con ello perdía también el control de la Cámara baja. Sin embargo, el Partido Socialista de Japón (PSJ), a la postre el principal partido de la oposición también cosechó malos resultados electorales. La fuerte pérdida de escaños del PLD y el PSJ representaban en realidad un voto de castigo a los dos partidos que constituían los pilares básicos del sistema político que había funcionado desde 1955, y por ende al inmovilismo que había caracterizado ambas fuerzas políticas durante los últimos años. A pesar de la pérdida de escaños del PLD, en realidad el principal partido perjudicado por los resultados electorales fue el PSJ, que perdía casi la mitad de su representación.
Por el contrario, los principales ganadores de las elecciones fueron tres partidos de nueva creación: el Partido de la Renovación, el Nuevo Partido de Japón y el Nuevo Partido Sakigake. Buena parte de los miembros de las nuevas formaciones eran antiguos militantes conservadores descontentos con la política del PLD. No obstante, ninguna de los partidos de la oposición parecía dispuesto a apoyar al Partido Liberal Democrático, y por el contrario, la formación de un gobierno entre un gran número de partidos parecía una quimera de difícil solución. Sin embargo, Ichirō Ozawa, líder del Partido de la Renovación, propuso a Morihiro Hosokawa como posible primer ministro al frente de un gobierno de coalición.
|  | 36.62 % |

|  | 15.43 % |

|  | 10.10 % |

|  | 8.14 % |

|  | 8.02 % |

|  | 7.70 % |

|  | 3.51 % |

|  | 2.64 % |

|  | 0.73 % |

|  | 0.23 % |

|  | 6.85 % |

|  | 98.83 % |

|  | 1.17 % |

|  | 100.00 % |

|  | 67.26 % |

## Consecuencias
Finalmente, el parlamento votó favorablemente a que Hosokawa fuera el nuevo primer ministro, liderando un amplio gobierno de coalición en el que había siete partidos: el Partido Socialista, el Shinseitō, Nuevo Partido de Japón, el Sakigake, el Kōmeitō, Partido Socialista Democrático y la Federación Social Demócrata. Los socialistas también acabaron entrando en el nuevo gobierno, a pesar de las dudas iniciales, ya que para el PSJ esto suponía pactar con las fuerzas conservadoras. El problema de esta compleja coalición es que entre los distintos partidos no había un elemento común que los uniera, salvo el liderazgo ejercido por Hosokawa y el rechazo de todos ellos hacia el PLD. Por esta misma razón, no es de extrañar que unos meses después, cuando Hosokawa se vio obligado a dimitir de su puesto como Primer ministro, la coalición se deshiciera casi al instante. Tras la disolución de la Coalición, se formó un gobierno con el PLD en la mayoría pero dirigido por el socialista Tomiichi Murayama.